# Antocha (Antocha) gracillima
Antocha (Antocha) gracillima is een tweevleugelige uit de familie steltmuggen (Limoniidae). De soort komt voor in het Palearctisch gebied.